# Estrella de la República de Indonesia
La Estrella de la República de Indonesia (en indonesio: Bintang Republik Indonesia) es la máxima condecoración de Indonesia.
Se estableció en virtud del Artículo 15 de la Constitución y por Regulación N.º 5 de 1959, enmendada por Regulación N.º 4 de 1972, con el propósito de honrar especialmente a aquellos que han contribuido de forma muy poco común a la integridad, continuidad y prosperidad del país.
Se divide en cinco clases. Se puede imponer a nacionales o extranjeros. Los presidentes de Indonesia reciben automáticamente esta condecoración en su máximo grado luego de asumir el cargo.
Pueden condecorarse organizaciones comunitarias, privadas o gubernamentales. El premiado individual no puede haber sido condenado a más de un año de prisión por algún delito. En caso de muerte, los herederos pueden conservar la medalla, pero no tienen derecho a portarla.
Físicamente se trata de una estrella dorada de siete puntas (superpuesta a otra plateada más grande) con remates esféricos en las puntas. En el centro bordeado de perlas con esmalte negro en su interior y con las letras «RI» en oro. Sobre este centro se encuentra el escudo nacional. Todo pende de una cinta amarilla con varias líneas rojas, cuya cantidad depende del grado en el que ha sido impuesta la Estrella de la República de Indonesia.